# سناحة
سَنّاحَة (الاسم العلمي: Diaea)، جنس عناكب من فصيلة الذوطيات.

## التوزيع
بينما توجد معظم الأنواع في أفريقيا وآسيا والمنطقة الأسترالية، يوجد نوعان فقط في الأمريكتين، D. seminola في الولايات المتحدة وD. spinosa في كولومبيا. بالإضافة إلى ذلك، تحدث السناحة النشيطة في كل من الولايات المتحدة ووسط أوروبا. الأنواع الأخرى الوحيدة الموجودة في أوروبا هي السناحة الظهرية، التي لها توزيع في المنقطة القطبية الشمالية القديمة.